# 毛罗茨
毛罗茨，是匈牙利佐洛州所辖的一个村，总面积5.16平方公里，总人口87，人口密度16.9人/平方公里（2010年1月1日）。